# Condado de Coffey
O Condado de Coffey é um dos 105 condados do estado americano de Kansas. A sede do condado é Burlington, e sua maior cidade é Burlington. O condado possui uma área de 1 695 km² (dos quais 64 km² estão cobertos por água), uma população de 8 865 habitantes, e uma densidade populacional de 5 hab/km² (segundo o censo nacional de 2000). O condado foi fundado em 25 de agosto de 1855.